# ジョーダン・クルックス
- ジョーダン・クロックス

ジョーダン・クルックス（Jordan Crooks、2002年5月2日 - ）は、ケイマン諸島の男子競泳自由形選手。短水路50m自由形で人類初の19秒台を記録した。

## 経歴
2019年世界水泳選手権では100m自由形78位、200m自由形59位、男女混合400mフリーリレー24位だった。
2022年世界水泳選手権では50m自由形19位、100m自由形21位だった。
2022年世界短水路選手権では50m自由形で優勝し、100m自由形では6位だった。
2023年世界水泳選手権では50m自由形6位、100m自由形7位だった。
2024年パリオリンピックでは50m自由形8位、100m自由形7位だった。
2024年世界短水路選手権の100m予選で44秒95の大会新・アメリカ大陸新記録を樹立したが、決勝ではタイムを落とし3位となった。50m予選では20秒08の世界新記録を樹立し、ケーレブ・ドレッセルの記録を更新。50m準決勝では人類初となる19秒90で世界記録をさらに更新した。

## 自己ベスト
- 短水路50m自由形　19秒90（世界記録）
- 短水路100m自由形　44秒95（アメリカ大陸記録）